# 皮瑞雷斯地圖

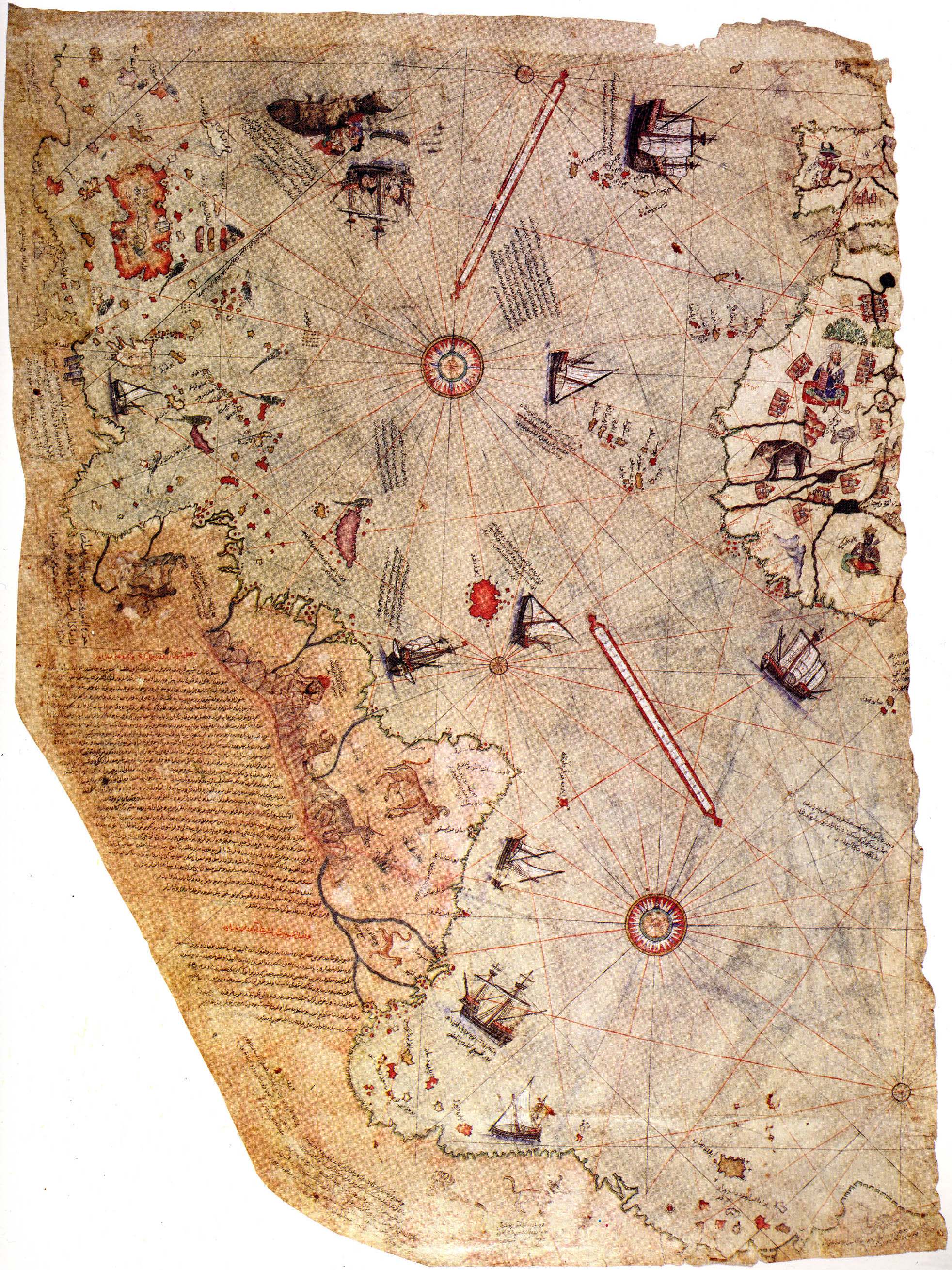
顯示中美洲和南美洲海岸的該地圖殘片。 附註上寫著“哥倫布繪製的西部土地地圖”。

皮里雷斯地圖（英語：Piri Reis map）是鄂圖曼帝國海軍將領兼製圖師皮瑞·雷斯於1513年編製的世界地圖。 該地圖有約三分之一倖存至今；它以合理的精確程度顯示了歐洲和北非的西海岸以及巴西的海岸。 描繪了包括亞速爾群島和加那利群島在內的各種大西洋島嶼，以及神話中的安提利亞島和可能的日本。
該地圖的歷史重要性在於它展示了大約 1510 年對新世界的探索程度，並宣稱使用了克里斯托弗·哥倫布製作的地圖作為來源。 皮瑞還說他使用了十份阿拉伯資料和四份來自葡萄牙的印度地圖。 